# Калузька область
Ка́лузька о́бласть (рос. Калу́жская о́бласть) — область в Росії утворена в 1944 році, суб'єкт Російської Федерації, розташована в 150—200 км західніше Москви. Територія становить 29,9 тисячі км². Чисельність населення області — 1021,5 тис. осіб (2005), щільність населення 34,2 осіб/км² (2005), питома вага міського населення: 75,4 % (2005). Адміністративний центр області — місто Калуга.

## Географія
Калузька область межує з Москвою, Московською, Тульською, Брянською, Смоленською, Орловською областями.
З півночі на південь область простягнулася більш ніж на 220 км від 53° 30' до 55° 30' північної широти, із заходу на схід — на 220 км, площа території становить 29,9 тис. км². Через територію області проходять найважливіші міжнародні автомобільні й залізничні магістралі: Москва — Калуга — Брянськ — Київ — Львів — Варшава.

## Природні ресурси
Значна частина території області покрита лісами.
Родовища бурого вугілля, фосфоритів, нерудних будівельних матеріалів (вапняків, пісків, цегельних, керамічних і керамзитових глин, крейди, мінеральних фарб).
Сільськогосподарські угіддя на початок 2005 року займали 1350 тис. га. Основні культури: пшениця, ячмінь, жито, овес, гречка, льон, овочеві.

## Клімат
Клімат області характеризується добре вираженими сезонами року: помірно теплим і вологим літом і помірковано холодною зимою зі стійким сніговим покривом. Середня температура липня +18°C, січня -9°C. Теплий період (з позитивною середньодобовою температурою) триває 215—220 днів.
На земну поверхню території області надходить значна кількість сонячної радіації — близько 115 ккал на 1 см². Середня річна температура повітря коливається від 3,5-4,0 на півночі й північному сході й до 4,0-4,6 градуса на заході й півдні області. Тривалість безморозного періоду в середньому по області становить 113—127 днів. Найхолодніша північна частина області. До помірковано холодної ставиться її центральна частина. На півдні області, у зоні лісостепу клімат відносно теплий. За кількістю опадів, що випадають, територію Калузької області можна віднести до зони достатнього зволоження. Розподіл опадів по території нерівномірне. Їхня кількість коливається від 780 до 826 мм на півночі й заході до 690—760 мм на півдні. Особливістю клімату області є частий весняний заморозок, а також чергування жаркого сухого й холодного вологого літа, що визначає ризикований характер сільського господарства в регіоні.

## Населення
За підсумками перепису населення 2002 року чисельність населення 1040,9 тис. осіб, з них міського населення 779,7 тис. осіб (74,9 %), сільського — 261,2 тис. осіб (25,1 %).
| Народ                                             | чисельність в 2002 році, тис (* [Архівовано 24 січня 2012 у WebCite]) |
| ------------------------------------------------- | --------------------------------------------------------------------- |
| Росіяни                                           | 973,6                                                                 |
| Українці                                          | 23,2                                                                  |
| Вірмени                                           | 7,1                                                                   |
| Білоруси                                          | 6,6                                                                   |
| Татари                                            | 4,3                                                                   |
| Цигани                                            | 3,2                                                                   |
| Азербайджанці                                     | 3,2                                                                   |
| Німці                                             | 1,5                                                                   |
| Молдовани                                         | 1,4                                                                   |
| Мордва                                            | 1,4                                                                   |
| Чуваші                                            | 1,1                                                                   |
| Грузини                                           | 1,1                                                                   |
| показані народи з чисельністю більше 1000 чоловік |                                                                       |

## Економіка
У Калузькій області є значний промисловий комплекс, розвинені машинобудування й металообробка, приладобудування й радіоелектроніка, будівництво, деревообробна й целюлозно-паперова промисловість, легка промисловість, харчова промисловість і чорна металургія. В Обнінські розташований перше наочне місто РФ, де ведуться дослідження в області атомної енергетики, космічної техніки, телемеханічних пристроїв, радіоустаткування й приладобудування.
На околиці Калуги ведеться будівництво заводу «Фольксваген», восени 2007 року планується випустити перший автомобіль. Підписані угоди про будівництво заводу вантажівок «Вольво» до 2009 року, а також заводу «Самсунг» по випускові побутової техніки до 2010 року.

## Історія

### 1-і секретарі Калузького обласного комітету ВКП(б)/КПРС
- 1944—1948 — Попов Ілля Георгійович
- 1948—1952 — Панов Борис Іванович
- 1952—19614 — Постовалов Сергій Осипович
- 1961—1963 — Кандренков Андрій Андрійович
- 1963—1964 (сільський) — Кандренков Андрій Андрійович
- 1963—1964 (промисловий) — Осташко Володимир Іванович
- 1964—1983 — Кандренков Андрій Андрійович
- 1983—1990 — Уланов Геннадій Іванович
- 1990—1991 — Сударенков Валерій Васильович
- 1991—1991 — Зарапін Геннадій Васильович

### Голови виконавчого комітету Калузької обласної ради
- 1944—1945 — Батамиров Анатолій Михайлович
- 1945—1947 — Шуригін Павло Іванович
- 1947—1949 — Бурилін Андрій Іванович
- 1949—1952 — Симонов Олександр Васильович
- 1952—1961 — Єгоров Олексій Андрійович
- 1961—1962 — Кандренков Андрій Андрійович
- 1961—1962 — Дашевський Юрій Володимирович
- 1962—1964 (сільський) — Демидова Олександра Іванівна
- 1962—1964 (промисловий) — Дашевський Юрій Володимирович
- 1964—1979 — Демидова Олександра Іванівна
- 1979—1989 — Фролкін Іван Тихонович
- 1989—1991 — Стеликов Анатолій Іванович

## Адміністративно-територіальний устрій і місцеве самоврядування

### Муніципальні утворення Калузької області
Кількість муніципальних утворень — 319, у тому числі:
- міських округів — 2
- муніципальних районів — 24
- міських поселень — 31
- сільських поселень — 262

### Міські округи
- Міський округ «місто Калуга»
- Міський округ «місто Обнінськ»

### Муніципальні райони
- Бабинінський район
- Барятинський район
- Боровський район
- Думініцький район
- Дзержинський район
- Жиздринський район
- Жуковський район
- Ізносковський район
- Кіровський район
- Козельський район
- Куйбишевський район
- Людиновський район
- Малоярославецький район
- Мединський район
- Мещовський район
- Мосальський район
- Перемишльський район
- Спас-Деменський район
- Сухініцький район
- Таруський район
- Ульяновський район
- Ферзіковський район
- Хвастовицький район
- Юхновський район